# Crossodonthina radiata
Crossodonthina radiata är en urinsektsart som först beskrevs av John Tenison Salmon 1941.  Crossodonthina radiata ingår i släktet Crossodonthina och familjen Neanuridae. Inga underarter finns listade i Catalogue of Life.